# Nhà thờ chính tòa Ávila

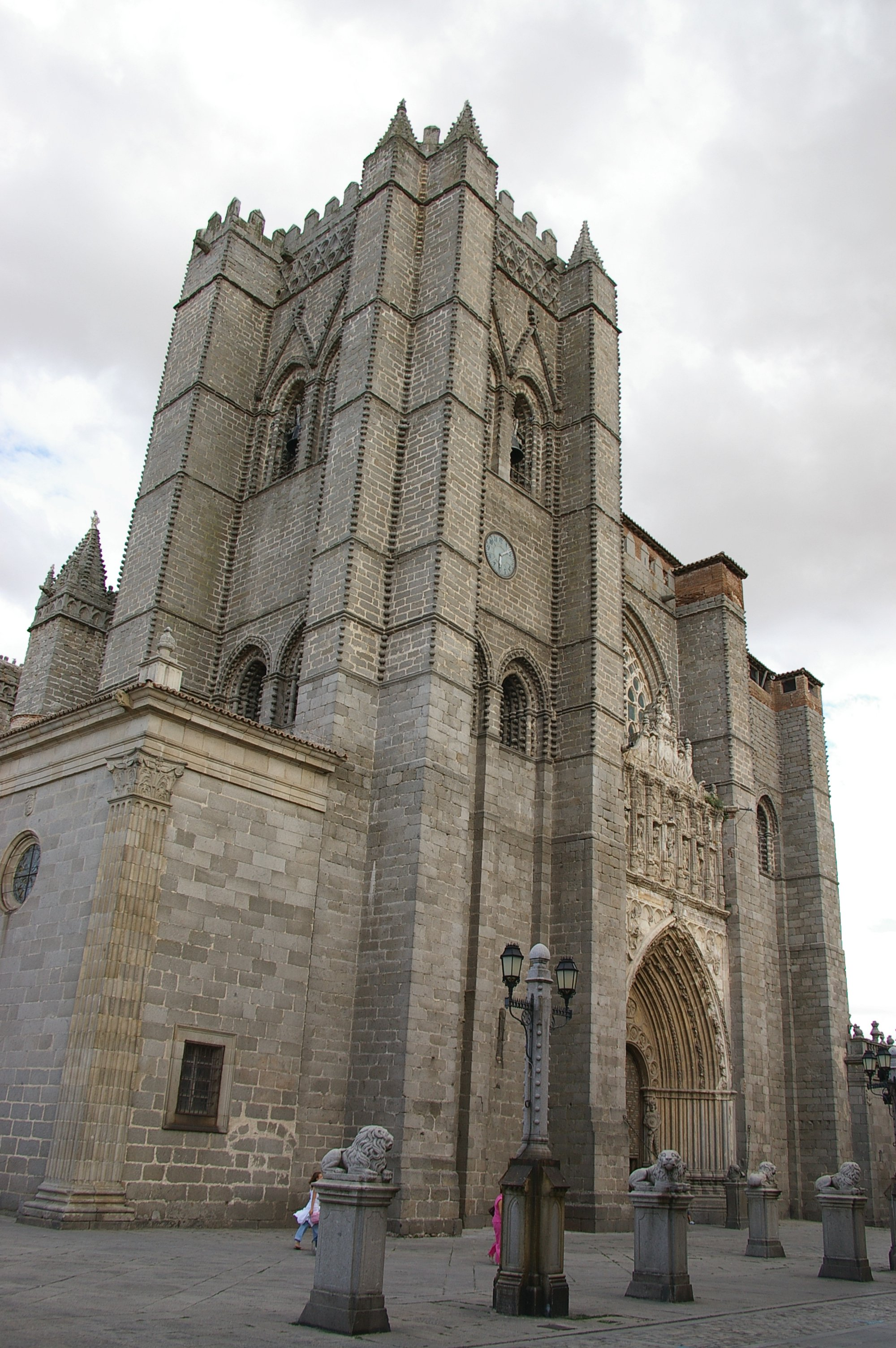
Nhà thờ chính tòa Ávila.

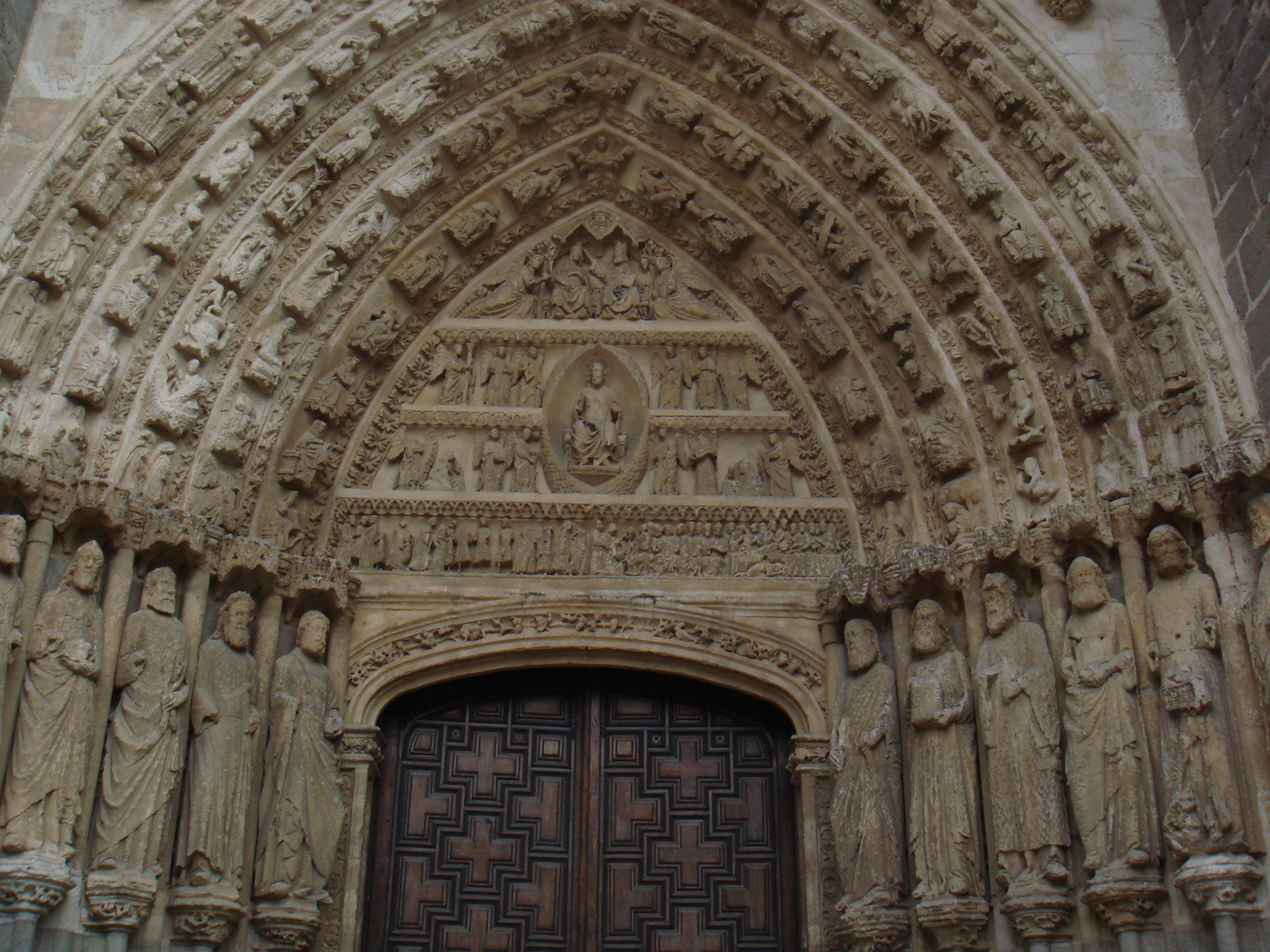
Chi tiết cửa phía bắc nhà thờ chính tòa Ávila

Nhà thờ chính tòa Ávila là một nhà thờ có kiến trúc Roman và kiến trúc Gothic ở Ávila, phía nam Castile cũ, Tây Ban Nha.

## Lịch sử
Không biết chính xác khi nào việc xây dựng nhà thờ bắt đầu, có 2 giả thuyết được đặt ra. Một là Alvar García bắt đầu xây nhà thờ năm 1091 bên trong nhà thờ Saviour bị hủy hoại do cuộc tấn công của người Hồi giáo, và Alfonso VI của Castile khyên góp tiền xây dưng nhà. Nhiều sử gia tin rằng nhà thờ được xây dựng bởi nhạc trưởng Fruchel vào thế kỷ 12 cùng với việc tái định cư Castille được lãnh đạo bởi Raymond của Burgundy.

## Các đặc điểm
Nhà thờ được xem có từ thế kỷ 12 cùng với nhà thờ chính tòa Cuenca, là hai nhà thờ có kiến trúc Gothic ở Tây Ban Nha. Điều này thể hiện các ảnh hưởng của Pháp và sự tương đồng lớn với vương cung thánh đường Thánh Denis, nhà thờ Gothic châu Âu đầu tiên.